# Sirotčinec slečny Peregrinové pro podivné děti (kniha)
Sirotčinec slečny Peregrinové pro podivné děti je fantasy román amerického spisovatele, filmaře a cestovatele Ransoma Riggse. Kniha byla vydána roku 2011, český překlad roku 2012. Ještě před svým vydáním vyvolala kniha, která byla autorovou prvotinou, velký rozruch. Riggs chtěl původně vydat sbírku velmi zvláštních starobylých fotografií jako fotoknihu, ale nakladatel byl natolik zaujat snímky, že od autora požadoval, aby k nim vytvořil příběh, čímž vznikla kombinace fantasy románu a souboru strašidelných fotografií. Kniha se řadí do literatury pro mládež.
Příběh sleduje chlapce jménem Jacob, který pátrá po stopách z dávných fotografií, příběhů a posledních slov svého dědečka. Tyto indicie ho zavedou na dobrodružství na Cairnholmu, velšském ostrově, kde se nachází opuštěný sirotčinec.

## Děj
Jako dítě byl Jacob Magellan Portman fascinován příběhy svého dědečka Abrahama o tom, jak přežil jako Žid během druhé světové války, utíkal před lidožravými příšerami a žil se zvláštními dětmi v tajném domově, který hlídal „moudrý starý pták“. Jako důkaz pravdivosti svých příběhů ukazoval vnukovi černobílé fotografie, na kterých byli tito zvláštně nadaní sirotci zachyceni. Jak Jacob stárne, začíná o všem pochybovat a považuje to spíše za pohádky. To vše až do příchodu dědečkovy smrti. Abrahamova poslední slova mu jsou záhadou: „Najdi toho ptáka. Ve smyčce. Na druhé straně starcova hrobu. Třetího září 1940.“ Když jeho dědeček umírá, Jacob zahlédne strašlivé monstrum, podobné těm, které Abraham popisoval ve svých příbězích. Tato událost rozdělí Jacobův život na Předtím a Potom.
Brzy začne trpět traumatem a být sužován nočními můrami souvisejícími s těmito monstry. Jacobovi rodiče věří, že se jejich syn zbláznil, a tak ho vezmou k psycholožce. Ta Jacobovi navrhne, aby se vydal na ostrov kde se nachází dětský domov z příběhů jeho dědečka, aby se vyrovnal s netvory, kteří neexistují.
Vydá se tedy se svým otcem  na velšský ostrov Cairnholm, kde zjišťuje, že byl sirotčinec vybombardován během druhé světové války. Během prozkoumávání zbylých ruin domova zahlédne jemu povědomou dívku, ze starých fotografií od dědečka, kterou pronásleduje skrze bažiny obklopující dům. Aniž by si toho všiml povedlo se mu projít časovou smyčkou. Než si Jacob uvědomí, že lidé v Cairnholmu jsou jiní a jeho otec tam vůbec není, už se dostává do problémů. Naštěstí zmateného Jacoba zachrání dívka z dřívějška a neviditelný chlapec, kteří se představí jako Emma Bloom a Millard Nullings. Podezřívavá Emma ho jako zajatce přivádí do dětského domova, kde se mu magicky otvírá svět dědečkových příběhů.
Tam se Jacobovi kromě Emmy a Millarda představí také další zvláštní děti. Jacob je šokován a zmaten stavem místa, takže mu musí vysvětlit, že v současné době existují v časové smyčce, v místě, kde se čas neustále obrací a kde všichni prožívají každý den stejný den, 3. září 1940. To vše díky slečně Peregrinové, zvláštnímu druhu zvláštní bytosti známé jako ymbryna, která se dokáže proměnit v ptáky (jmenovitě sokola stěhovavého, po kterém je pojmenována) a manipulovat s časem. Kromě toho, že je udržuje naživu (nebýt jí by je zabila bomba), tato časová smyčka také chrání svérázné děti před útoky netvorů s chapadly, kteří požírají podivnosti.
Brzy do smyčky dorazí bývalá mentorka slečny Peregrinové, slečna Tenkozubcová, se šíleným zármutkem nad únosem jejích chráněnců stvůrami. Jacob se bojí o bezpečnost dětí a má za úkol nahlásit jakékoli podezřelé informace, které se dějí ve vnějším světě. S jeho příchody a odchody si k sobě Jacob a Emma začnou vyvíjet city a také nahlédnou do jeho vlastního zvláštního já: může vidět monstra, zatímco jiní podivíni ne, stejně jako jeho dědeček. Obavy slečny Peregrinové se potvrdí, když se začnou hromadit těla ovcí bez očí a Martin, pracovník místního muzea v Cairnholmu, je zabit. Enoch, Jacob a pár dalších dětí proti rozkazu slečny Peregrinové nevycházet z domu utečou a Enoch použije ovčí srdce, aby nakrátko přivedl Martina zpět k životu. Martinovi se podaří informovat skupinu o přítomnosti stvůr na ostrově, ale to už je pozdě, jeden se objeví hned za nimi. Po krátké potyčce ho Jacob zabije nůžkami na ovce. Vracejí se do sirotčince, ale zjišťují, že Golan unesl slečnu Peregrinovou a slečnu Tenkozubcovou a zamkl zbytek dětí v domě.
Dr. Golan je varuje, aby se nepokoušeli zachránit slečnu Peregrinovou, a opustí smyčku, ale Millardovi se podaří neviditelně se proplížit a následovat ho. Jacob a jeho přátelé sledují Millardovy stopy až najdou Golana poblíž majáku, jak se snaží chytit loď se svými ostatními přáteli monstry. Během procesu záchrany slečny Peregrinové, která je uvězněna ve své ptačí podobě, nakonec Golan prohrává a je zabit Jacobem. Když se vrátí do sirotčince, zjistí, že je zničený, takže musí zjistit, jak pomoci slečně Peregrinové a vytvořit novou časovou smyčku. Tehdy se Jacob rozhodne následovat své přátele a vrátí se do přítomnosti, aby se rozloučil se svým otcem, ale slíbí, že se vrátí, až jeho mise skončí. Vedeni pouze prorockým snem od Horacea vyplouvají, aby našli pomoc.

## Pokračování
Dne 14. ledna 2014 vyšlo pokračování knihy Sirotčinec slečny Peregrinové pro podivné děti s názvem Podivné město, které navazuje na dobrodružství Jacoba Portmana. Jacob s přáteli vyrážejí na cestu do Londýna, hlavního města „podivného světa“, aby zde společně vyhledali lék pro slečnu Peregrinovou. Na začátku roku 2015 byl oznámen třetí díl série slečny Peregrinové s názvem Knihovna duší.
Dne 2. října 2018 byla vydána první kniha nové trilogie Mapa dní, která se odehrává ve Spojených státech a má za hlavní protagonisty postavy z původní trilogie. Jacob Portman cestuje nazpátek do státu Florida, kde jeho dobrodružství započala. Pátý díl s názvem Ptačí sněm byl vydán dne 14. ledna 2020.
Poslední a šestá kniha druhé trilogie se jmenuje Zkáza Ďáblova akru a byla vydána dne 23. února 2021.

## Přijetí díla
První třetinu knihy popisuje Hana Mazancová jakou tajemnou, kdy čtenáře pohání samotná zvědavost, co se s podivnými dětmi stalo. Dle jejího názoru však Riggs nevyužil potenciálu tajemného světa, kdy navíc čtenáři nedává velký prostor pro fantazii a spíš ho příběhem provádí. Přesto dílo označuje za „zcela nevídaný počin“ díky propojení textu a autentických fotografií.
Sirotčinec slečny Peregrinové pro podivné děti strávil sedmdesát týdnů na seznamu nejprodávanějších knih pro děti The New York Times. Dosáhl na první místo na seznamu 29. dubna 2012 poté, co bylo na seznamu čtyřicet pět týdnů. Tam zůstala až do 20. května, kdy klesla na čtvrté místo na seznamu. Kniha vypadla ze seznamu 9. září 2012, po šedesáti třech týdnech.
Podle Deborah Netburn pro Los Angeles Times je nejlepší částí románu „série černobílých fotografií posetých celou knihou“. Publishers Weekly knihu nazval „příjemným, výstředním čtením vyznačujícím se dobře vyvinutými postavami, uvěřitelným velšským prostředím a některými velmi strašidelnými příšerami“.
Katie Rybakova a Rikki Roccanti knihu analyzovaly jako jeden z možných titulů populární literatury ve školní výuce. Přitom navrhly propojení s Kafkovou Proměnou (1915), kde je možné zabývat se během srovnávání obou děl otázkou magického realismu a vymezením „normálnosti“ a „podivnosti“, a s Goldingovým Pánem much (1954), kde lze zkoumat zpracování hrůzy z nestvůr v různých literární žánrech.

## Adaptace

### Film
Adaptaci této knihy zpracoval americký režisér Tim Burton. Film vznikl ve Spojených státech amerických 30. září 2016 podle námětu anglické scenáristky Jane Goldmanové. V hlavní roli se objevuje Eva Greenová jako slečna Peregrinová, s Asou Butterfieldem představujícím šestnáctiletého Jacoba.